# Astaena kuntzeni
Astaena kuntzeni är en skalbaggsart som beskrevs av Moser 1921. Astaena kuntzeni ingår i släktet Astaena och familjen Melolonthidae. Inga underarter finns listade.